# Mali traper
Mali traper je epizoda serijala Velikog Bleka obјavljena u Lunov magnus stripu #304. Epizoda je premijerno u bivšoj Jugoslaviji objavljena u maju 1978. godine. Koštala je 10 dinara (0,53 $; 1 DEM). Imala je 66 strana. Izdavač јe bio Dnevnik iz Novog Sada. 

## Francuski Blek
Ovo je 1. epizoda YU Bleka objavljena u Lunov magnus stripu na kojoj je radila grupa francuskih autora, među kojima je najpoznatiji Žan Iv Miton (Jean-Yves Mitton) i drugi. Francuski i YU blek smenjivali su se do kraja edicije 1992. godine.

## Prethodna i naredna sveska V. Bleka u LMS
Prethodna epizoda Velikog Bleka nosila je naziv Blago Zelenih močvara (LMS300), a naredna Plan očajnika (#308).